# Парк Жовтневий
Парк Жовтневий — парк-пам'ятка садово-паркового мистецтва місцевого значення в Україні. Розташований у південній частині міста Чернівці, при вул. Пилипа Орлика, Воробкевича і Південно-Кільцевої.
Займає площу 70 га, і вважається найбільшим парком міста.
У цьому природному парку розкинулися прогулянкові стежки, два штучних озера, спортивні майданчики і поля. Парк також має комплекс атракціонів. Щороку парк відвідують тисячі людей.
У січні 2017 року парк було перейменовано на «Парк Реформації», однак у березні того ж року суддею Олегом Семенком парку було повернуто стару назву.

## Галерея

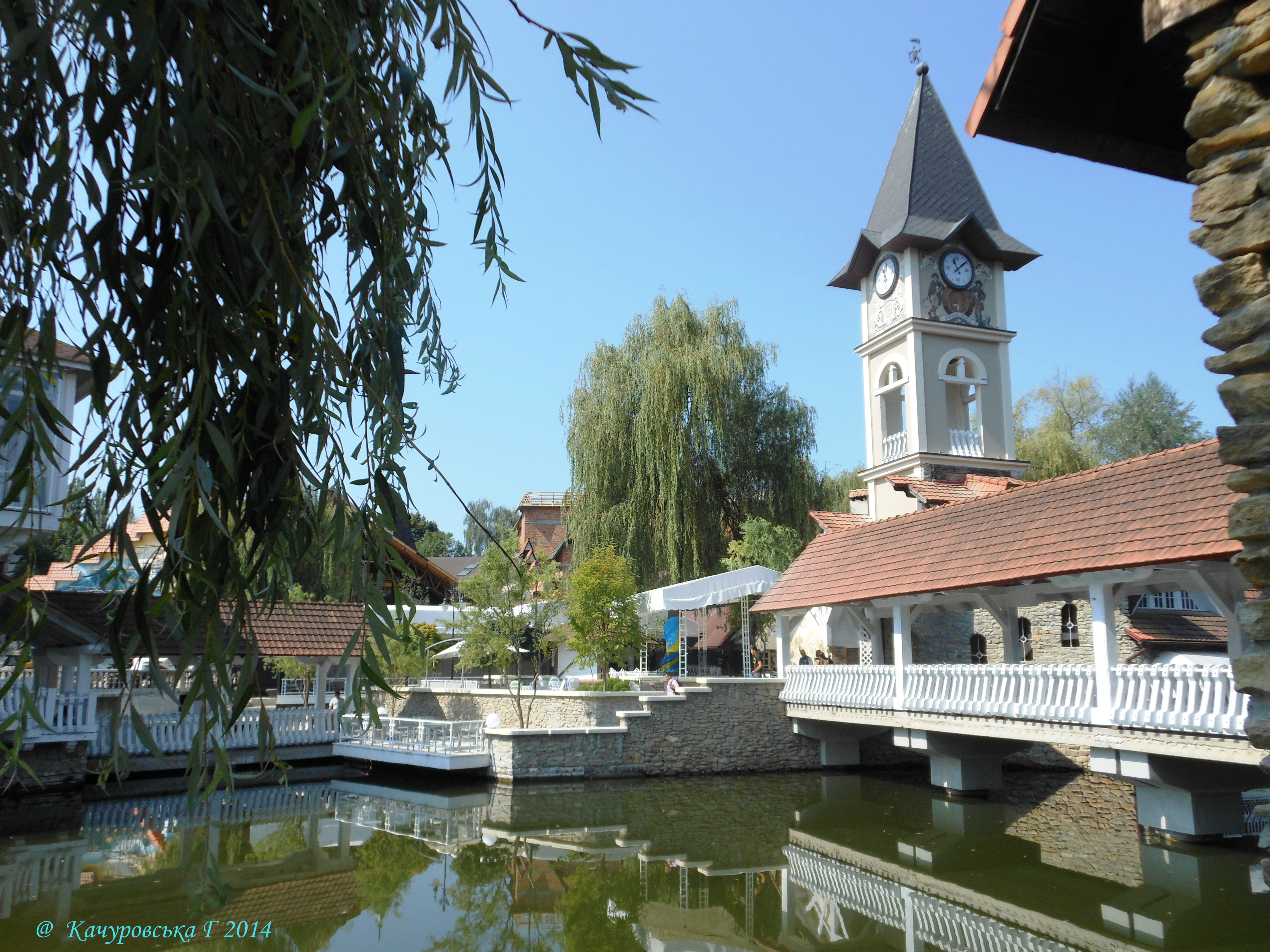
Озерний комплекс
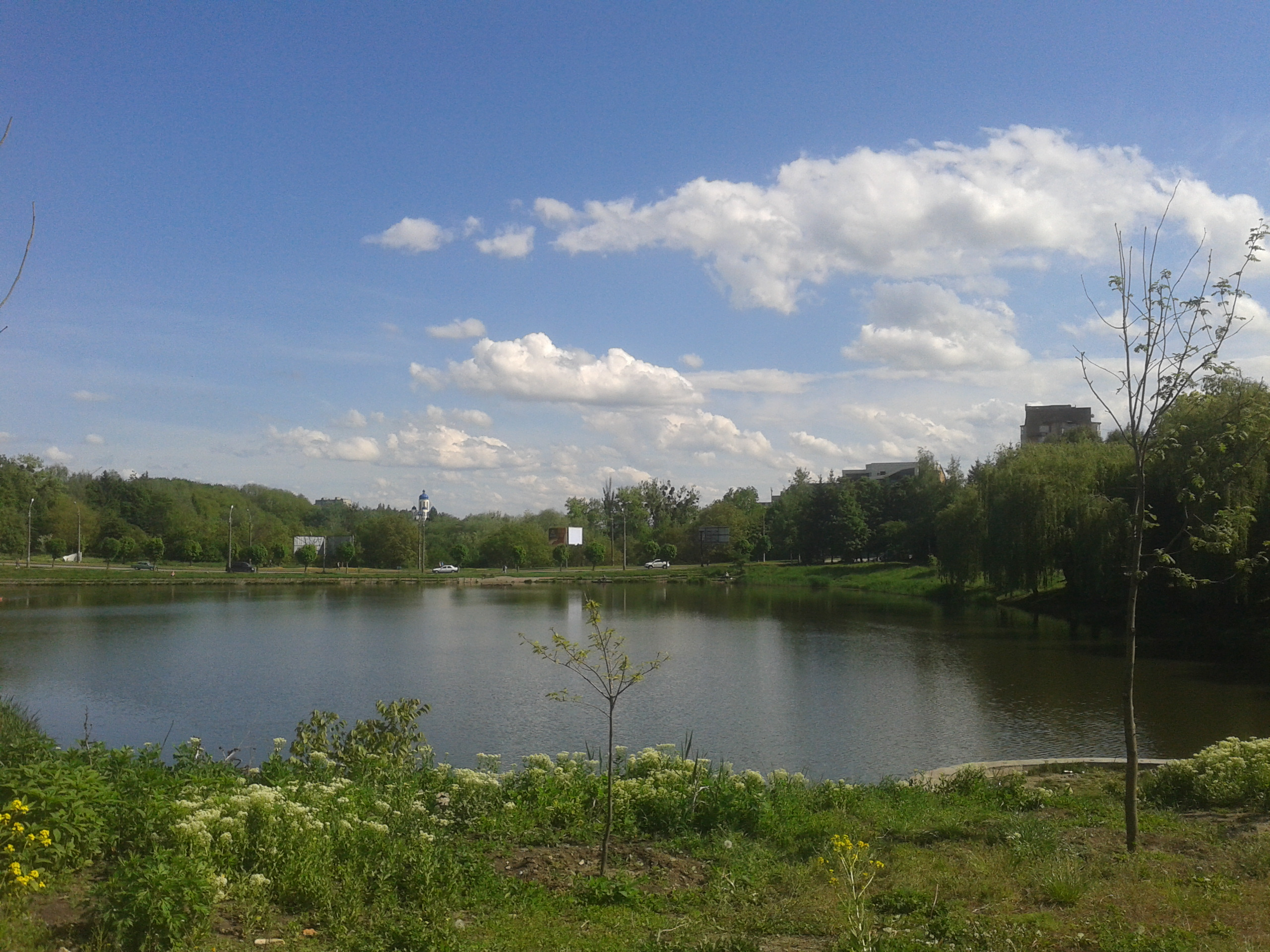
Озеро біля вул. Південно-Кільцевої
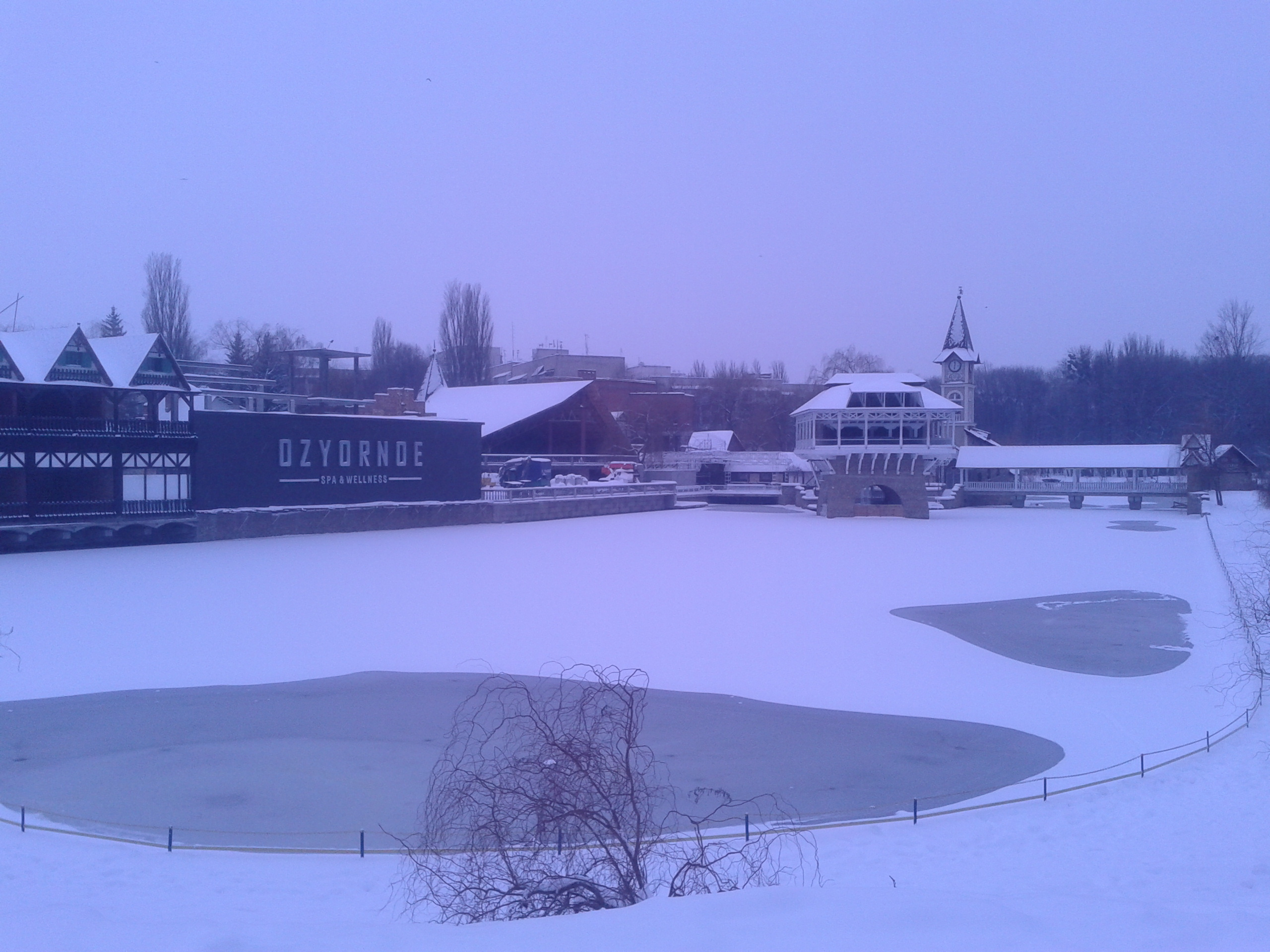
Парк Жовтневий взимку
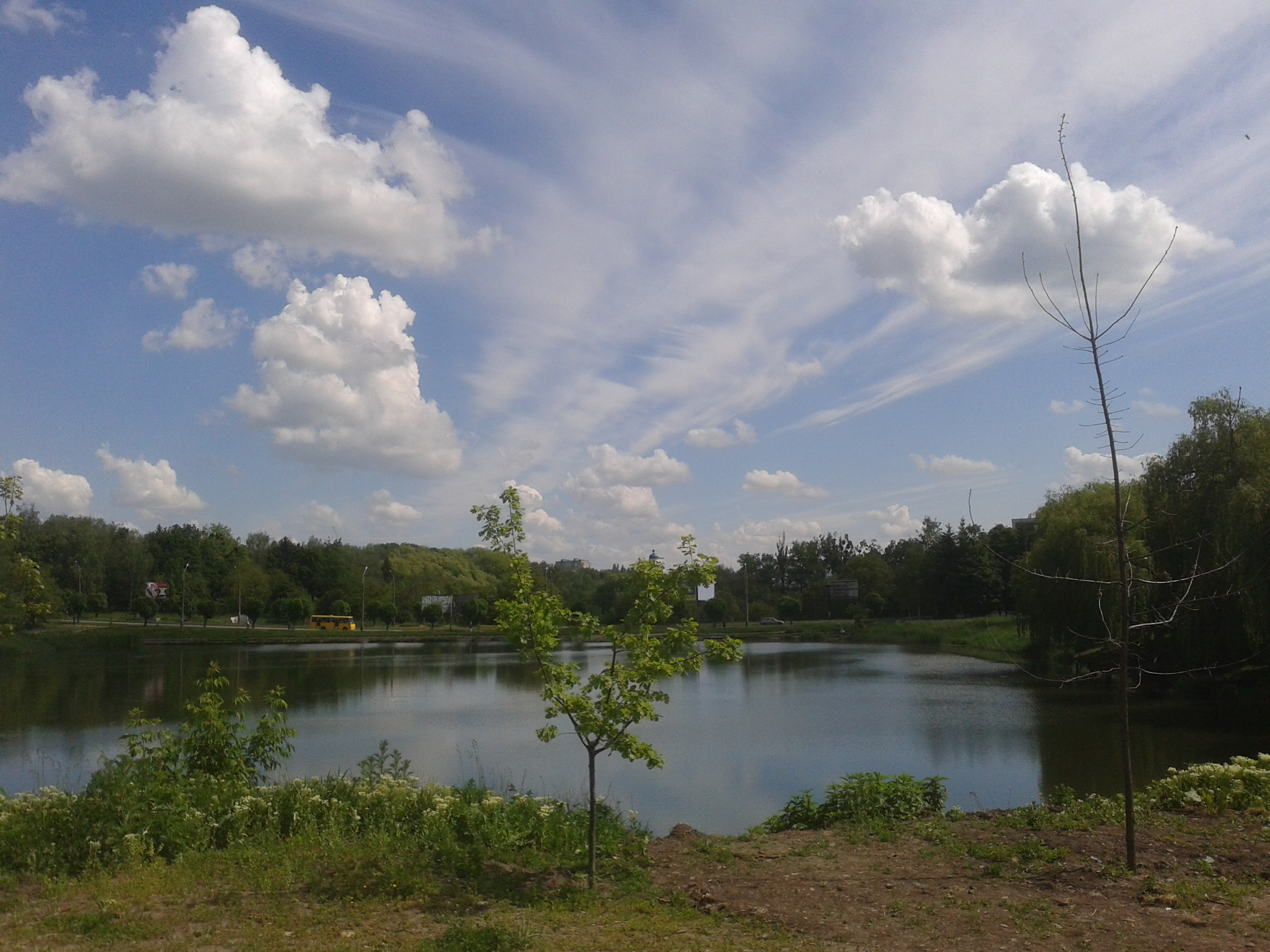
Парк відпочинку
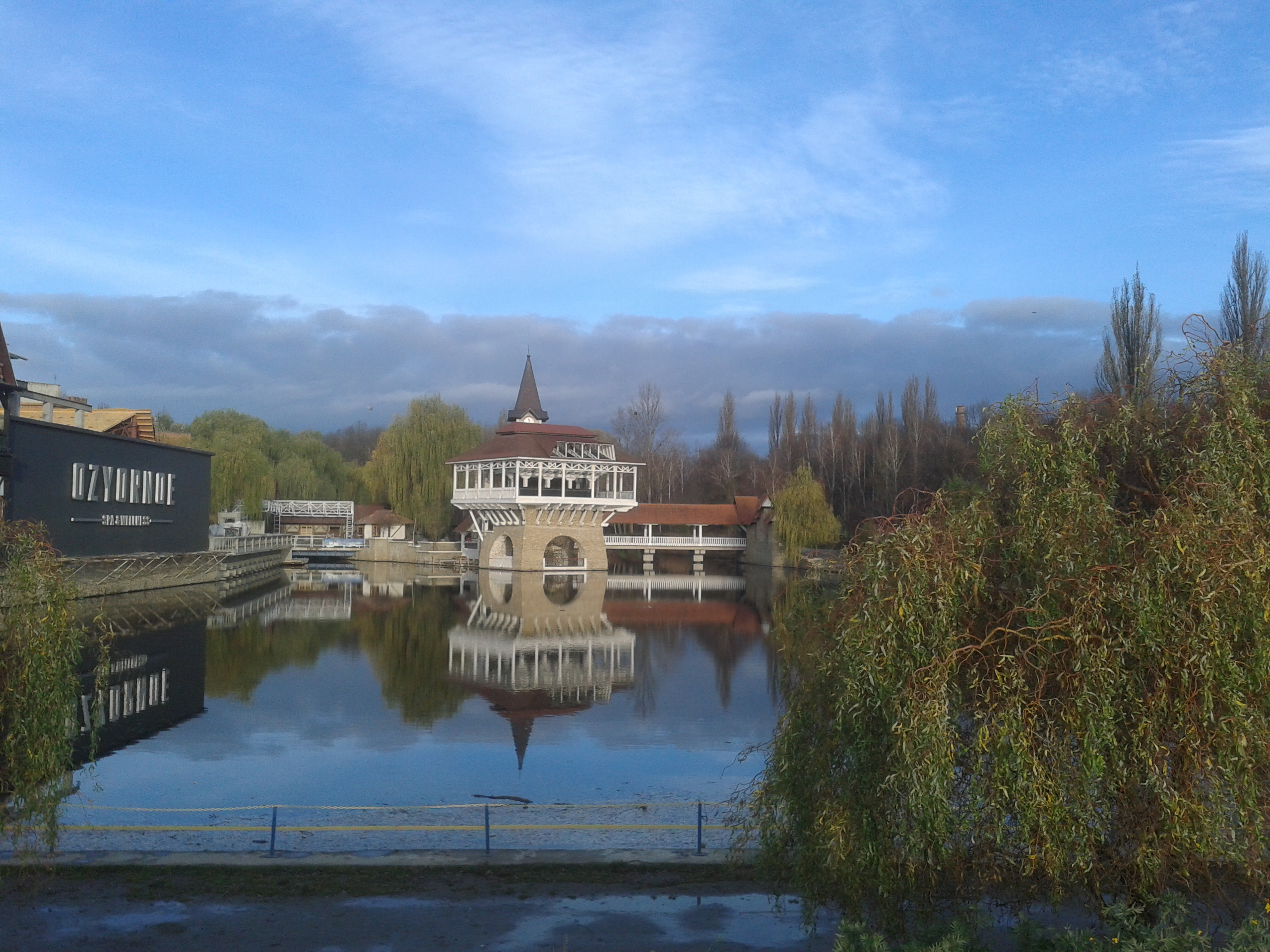
Панорамне фото парку Жовтневого